# Kalia (Togo)
Pour les articles homonymes, voir Kalia (homonymie).
Kalia est une petite ville du Togo située dans la préfecture de Bassar, dans la région de la Kara

## Géographie
Kalia est situé à environ 72 km de Bassar, chef lieu de la préfecture.

## Vie économique
- Marché paysan

## Lieux publics
- Infirmerie